# Gillian Gilbert
Gillian Gilbert, geboren als Gillian Lesley Gilbert (Macclesfield (Cheshire, Engeland), 27 januari 1961) is een Britse synthesizerspeelster en gitariste en lid van New Order.
Ze is gehuwd met Stephen Morris, de drummer van New Order. Gilbert en Morris namen ook samen een album op als The Other Two, waarin Gilbert als vocaliste fungeerde.  
In 2001 werd ze als lid van New Order vervangen door Phil Cunningham. Ze verliet de band om voor haar dochtertje te zorgen, dat in die tijd erg ziek was. In 2011 keerde Gilbert bij New Order terug.
- Bibsys: 6031371
- Gemeinsame Normdatei: 1210431424
- MusicBrainz: c970c5cd-facf-4c49-babf-a5b688c1ec40
- Virtual International Authority File: 1551149296268080670005
- WorldCat: E39PBJpV9vVgF7DYgyycD4ryVC